# Lerici
Lerici – miejscowość i gmina we Włoszech, w regionie Liguria, w prowincji La Spezia.
Według danych na rok 2004 gminę zamieszkiwało 11 075 osób, 738,3 os./km².

## Miasta partnerskie
- Mougins